# Street Workout
Street Workout nennt man die physische Betätigung draußen in Parks oder öffentlichen Einrichtungen. Es stammt aus dem alten Griechenland, wurde jedoch zu einer populären Bewegung in Russland, Osteuropa und den Vereinigten Staaten, besonders in New York Citys städtischer Nachbarschaft. Es hat sich heute überall auf der Welt verbreitet. Es ist eine Kombination aus Athletik, Calisthenics und Sport. Street Workout ist ein moderner Name für Körpergewichtstraining in Parks. Es existieren Street-Workout-Teams und organisierte Wettkämpfe.
Eine typische Street-Workout-Routine beinhaltet oft physische Übungen wie Klimmzüge, Chin-Ups, Liegestütze, Dips, Muscle-Ups, Sit-Ups und Kniebeugen. Street Workout beinhaltet auch einige statische (isometrische) Halteübungen wie die menschliche Flagge, Front Lever, Back Lever und Planches.

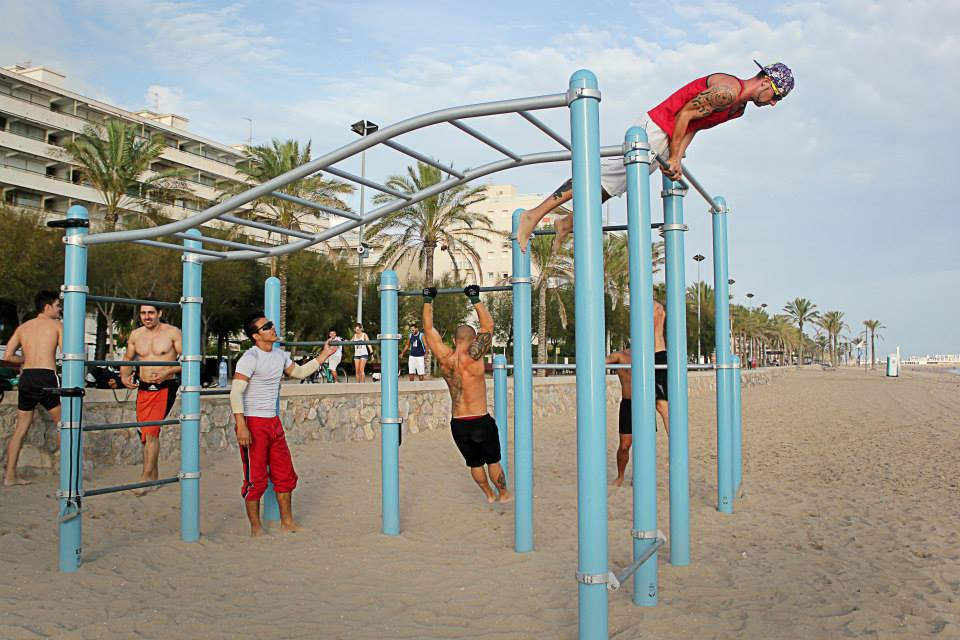
Street workout für Spartans Tarraco in Calafell, Spanien

Street Workout kann in zwei Arten eingeteilt werden, eine ist Stärketraining und die andere Dynamiktraining. Stärketraining beinhaltet isometrische Halteübungen wie Planche, Front Lever, Back Lever etc. Ebenso beinhaltet es einarmige Klimmzüge, Muscle-Ups und vieles andere. Dynamische Übungen beinhalten Bewegungen wie 360s und deren Variationen, Switchblades und eine Vielzahl von Tricks, die durch die Athleten entwickelt wurden und mit anderen Bewegungsabläufen verbunden sind, um Routinen oder Sets zu entwickeln.

## Grundlagen des Street Workout
Eine typische Street-Workout-Routine besteht aus:
- athletischen Übungen – ein System aus Übungen mit verschiedenen Anstrengungsstufen für die Stärkung der Gesundheit, baut Stärke und Ausdauer auf sowie eine athletische Konstitution. Athletische Übungen werden benutzt, um die Stärke zu erhöhen, eine physische Form zu entwickeln und zur Rehabilitation.
- Isometrische Übungen – eine Art von Stärketraining, wobei man eine statische Position hält.
- Calisthenics – ein Komplex aus verschiedenen simplen Übungen, die lediglich mit dem eigenen Körpergewicht durchgeführt werden. Das Ziel dieser Übungen ist es, die Muskelstärke zu trainieren und eine umfassende Stärke zu entwickeln.

Street Workouts werden für gewöhnlich draußen oder an speziell designten Street-Workout-Parks durchgeführt. Individuen und/oder Gruppen können so in urbanen Gegenden trainieren. Ein typischer Street-Workout-Park sieht aus wie ein Spielplatz mit weichem Untergrund und aus mehreren Stangen, Masten und anderen Objekten für das Körpergewichtstraining bestehend.